# 覚海寺
覚海寺（かくかいじ）は、中華人民共和国浙江省嘉興市南湖区建設街道斜西街にある仏教寺院。

## 歴史
南宋の淳祐9年（1249年）、朝散大夫の趙汝俳により創建された報忠観である。元の至正24年（1364年）、仏寺の報忠寺に正式に改名した。明の永楽15年（1417年）は寺院を重修した。清の雍正11年（1733年）、雍正帝により「覚海寺」の名を賜った。咸豊年間、太平天国運動に火災で焼失するが、同治年間に大雄宝殿が再建される。以後、その他の伽藍も再建される。

## 伽藍
山門、大雄宝殿、三聖殿、鐘楼、鼓楼